# Aignerville
Aignerville est une ancienne commune française, située dans le département du Calvados en Normandie. Depuis le 1er janvier 2017, elle fait partie de la commune de Formigny La Bataille.

## Géographie
La commune se situe dans le parc naturel régional des Marais du Cotentin et du Bessin, à deux kilomètres de Trévières et seize kilomètres de Bayeux, dans la vallée de l'Aure. La commune est toute proche du littoral de la Manche.

## Toponymie
Attestée sous la forme Aingnervilla en 1164 et 1205, Aignervilla en 1195[réf. nécessaire].
Le gentilé est Aignervillais.

## Histoire
Le 1er janvier 2017, Aignerville intègre avec trois autres communes la commune de Formigny La Bataille créée sous le régime juridique des communes nouvelles instauré par la loi no 2010-1563 du 16 décembre 2010 de réforme des collectivités territoriales. Les communes d'Aignerville, d'Écrammeville, de Formigny et de Louvières deviennent des communes déléguées et Formigny est le chef-lieu de la commune nouvelle. Ces communes déléguées sont supprimées le 26 mai 2021, transformant la fusion en fusion simple.

## Politique et administration
| Période                                  | Période       | Identité          | Étiquette | Qualité    |
| ---------------------------------------- | ------------- | ----------------- | --------- | ---------- |
| juin 1995                                | décembre 2016 | Jean-Pierre Marie | SE        | Mécanicien |
| Les données manquantes sont à compléter. |               |                   |           |            |

## Démographie
L'évolution du nombre d'habitants est connue à travers les recensements de la population effectués dans la commune depuis 1793. À partir du 1er janvier 2009, les populations légales des communes sont publiées annuellement dans le cadre d'un recensement qui repose désormais sur une collecte d'information annuelle, concernant successivement tous les territoires communaux au cours d'une période de cinq ans. 
Pour les communes de moins de 10 000 habitants, une enquête de recensement portant sur toute la population est réalisée tous les cinq ans, les populations légales des années intermédiaires étant quant à elles estimées par interpolation ou extrapolation. Pour la commune, le premier recensement exhaustif entrant dans le cadre du nouveau dispositif a été réalisé en 2004,.
En 2020, la commune comptait 206 habitants, en évolution de +2,49 % par rapport à 2015 (Calvados : +1,58 %, France hors Mayotte : +2,49 %).
| 1793 | 1800 | 1806 | 1821 | 1831 | 1836 | 1841 | 1846 | 1851 |
| ---- | ---- | ---- | ---- | ---- | ---- | ---- | ---- | ---- |
| 338  | 352  | 330  | 381  | 421  | 434  | 483  | 436  | 410  |

| 1856 | 1861 | 1866 | 1872 | 1876 | 1881 | 1886 | 1891 | 1896 |
| ---- | ---- | ---- | ---- | ---- | ---- | ---- | ---- | ---- |
| 425  | 406  | 382  | 391  | 357  | 341  | 319  | 324  | 314  |

| 1901 | 1906 | 1911 | 1921 | 1926 | 1931 | 1936 | 1946 | 1954 |
| ---- | ---- | ---- | ---- | ---- | ---- | ---- | ---- | ---- |
| 259  | 250  | 241  | 206  | 207  | 186  | 198  | 212  | 182  |

| 1962 | 1968 | 1975 | 1982 | 1990 | 1999 | 2004 | 2009 | 2014 |
| ---- | ---- | ---- | ---- | ---- | ---- | ---- | ---- | ---- |
| 191  | 179  | 178  | 156  | 154  | 138  | 130  | 192  | 198  |

| 2018 | - | - | - | - | - | - | - | - |
| ---- | - | - | - | - | - | - | - | - |
| 204  | - | - | - | - | - | - | - | - |

## Économie
La commune se situe dans la zone géographique des appellations d'origine protégée (AOP) Beurre d'Isigny et Crème d'Isigny.

## Lieux et monuments
- Église Saint-Pierre du XIVe siècle. À l'intérieur, retable XVIIe siècle et milieu XVIIIe siècle. Croix en granit dans le cimetière.
- Colonne commémorative de la bataille de Formigny (d), érigée en 1835 par Arcisse de Caumont au bord de la RD 613.
- Château de la Bretonnière. En 1692 est cité un Jean Cornet, seigneur de la Bretonnière qui acquiert à cette date le manoir de Vérigny (Écrammeville)[12].

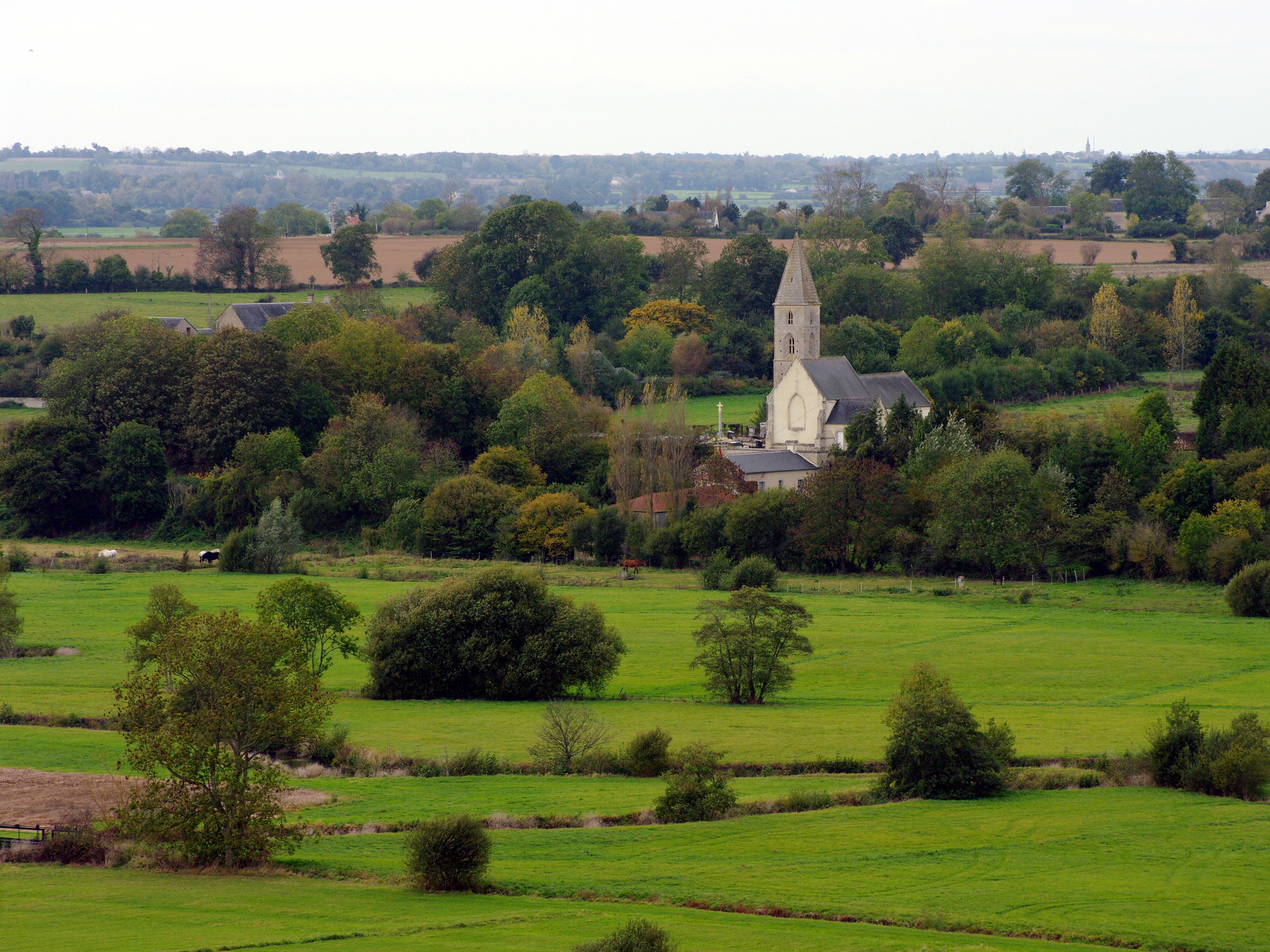
L'église Saint-Pierre.
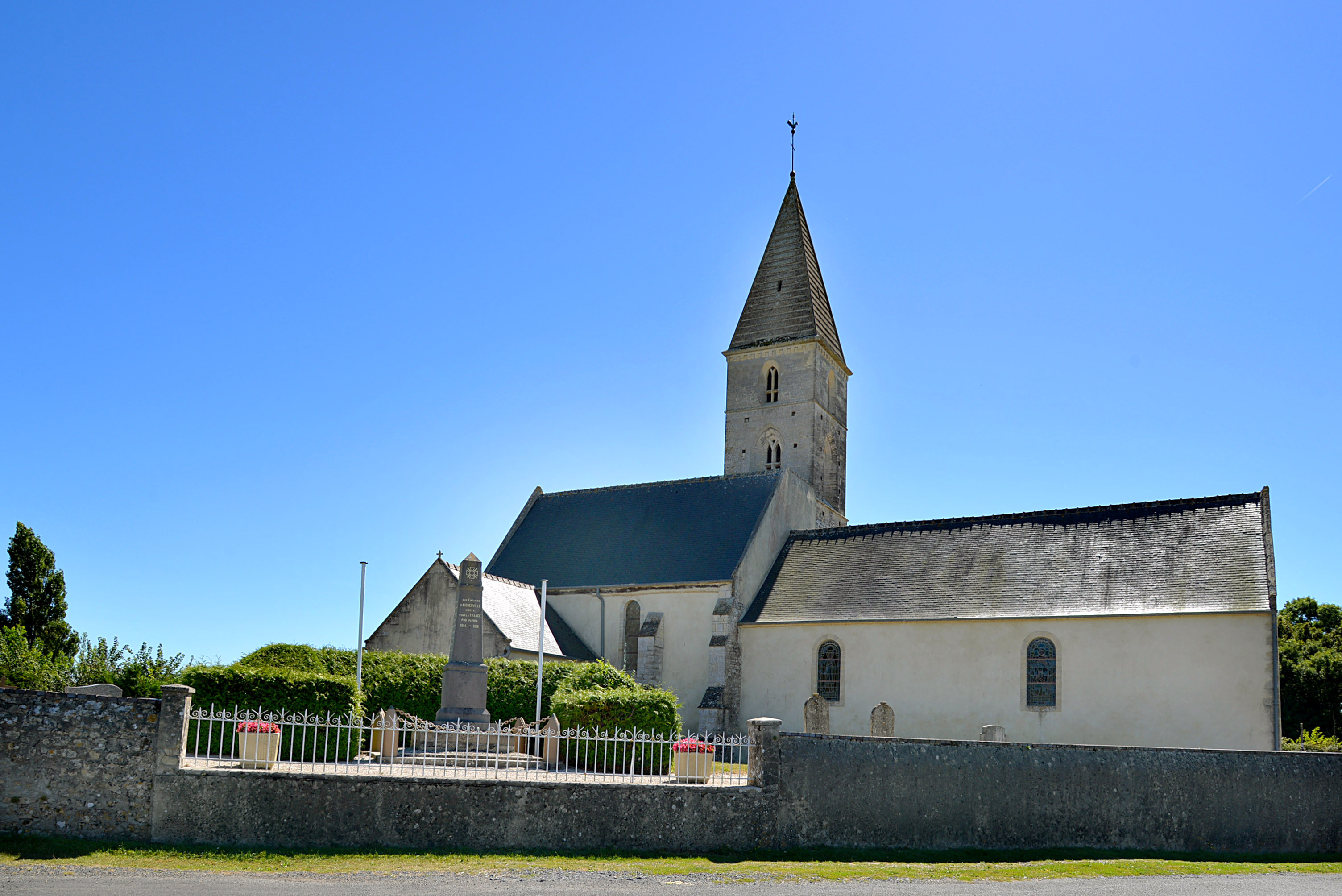
L'église Saint-Pierre et le monument aux morts.
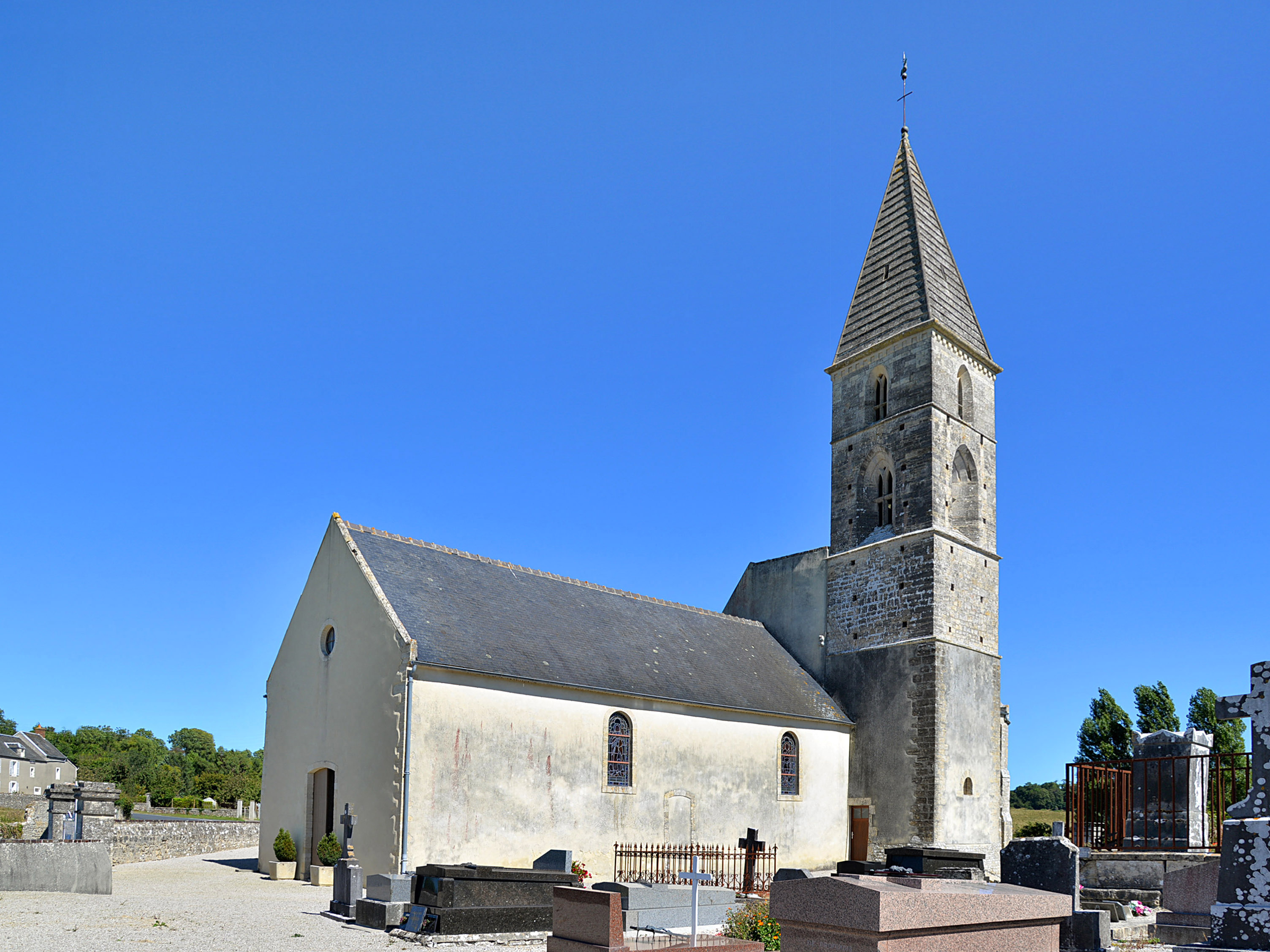
L'église Saint-Pierre. Vue sud-ouest.
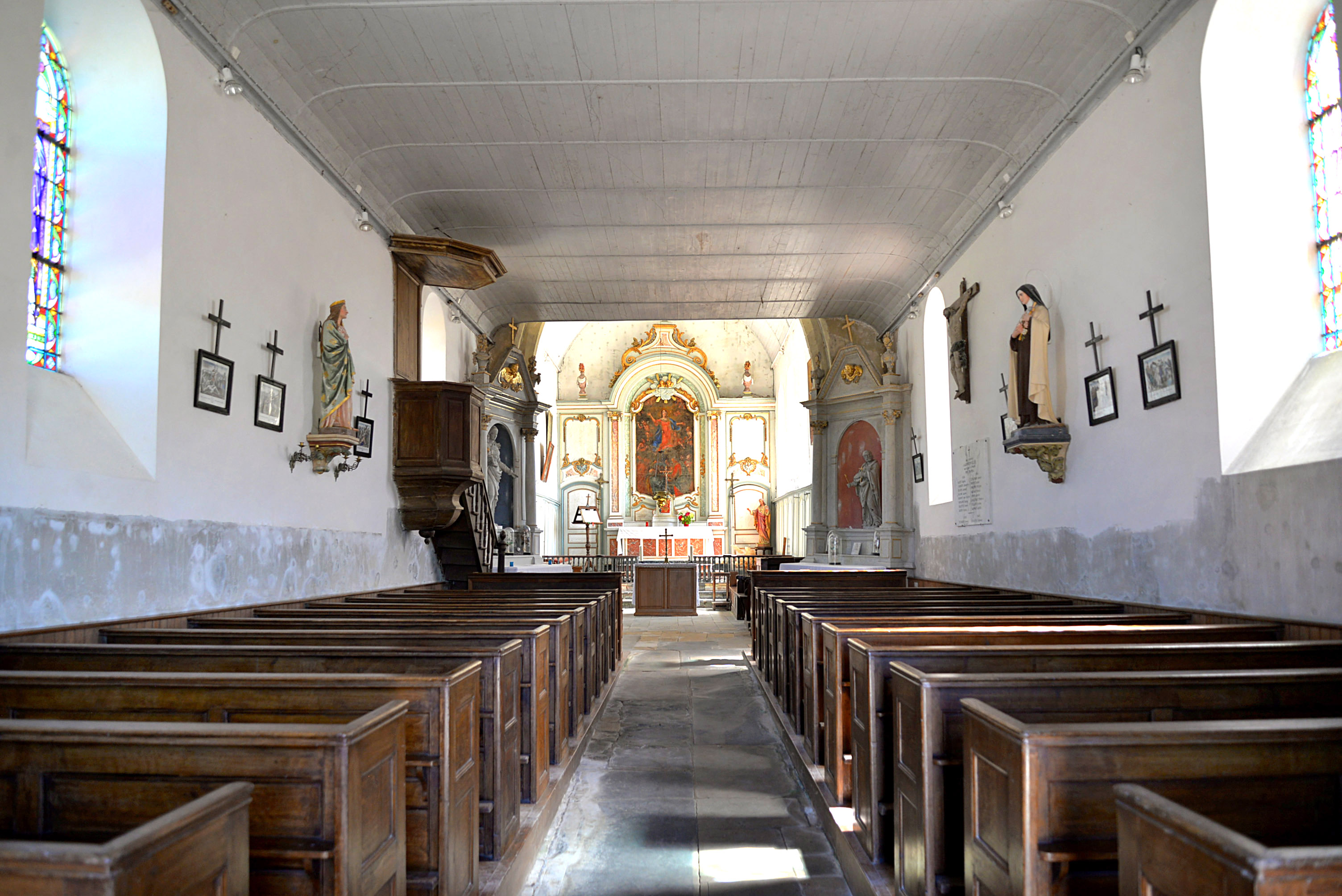
La nef de l'église Saint-Pierre.
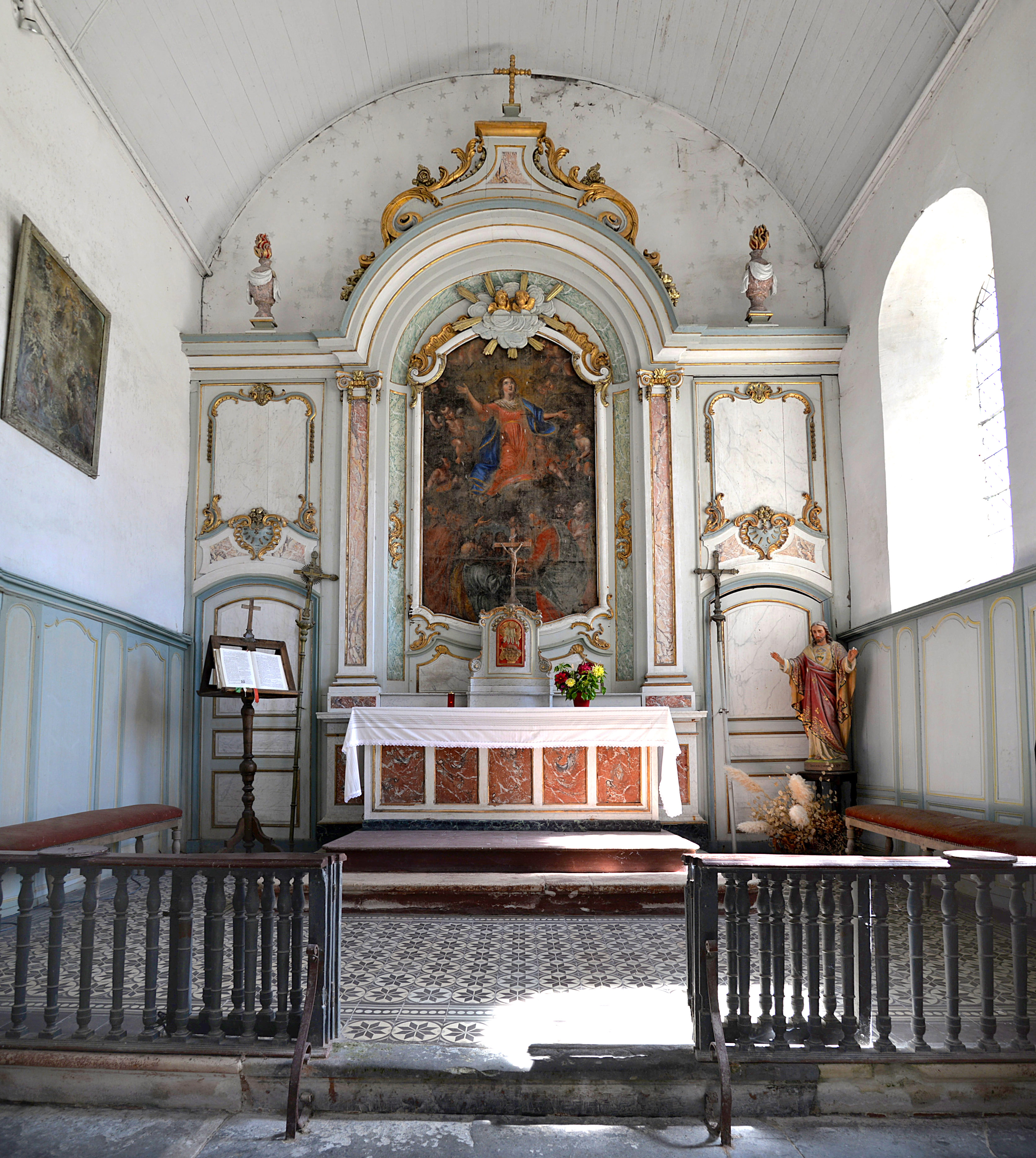
Le chœur de l'église Saint-Pierre.
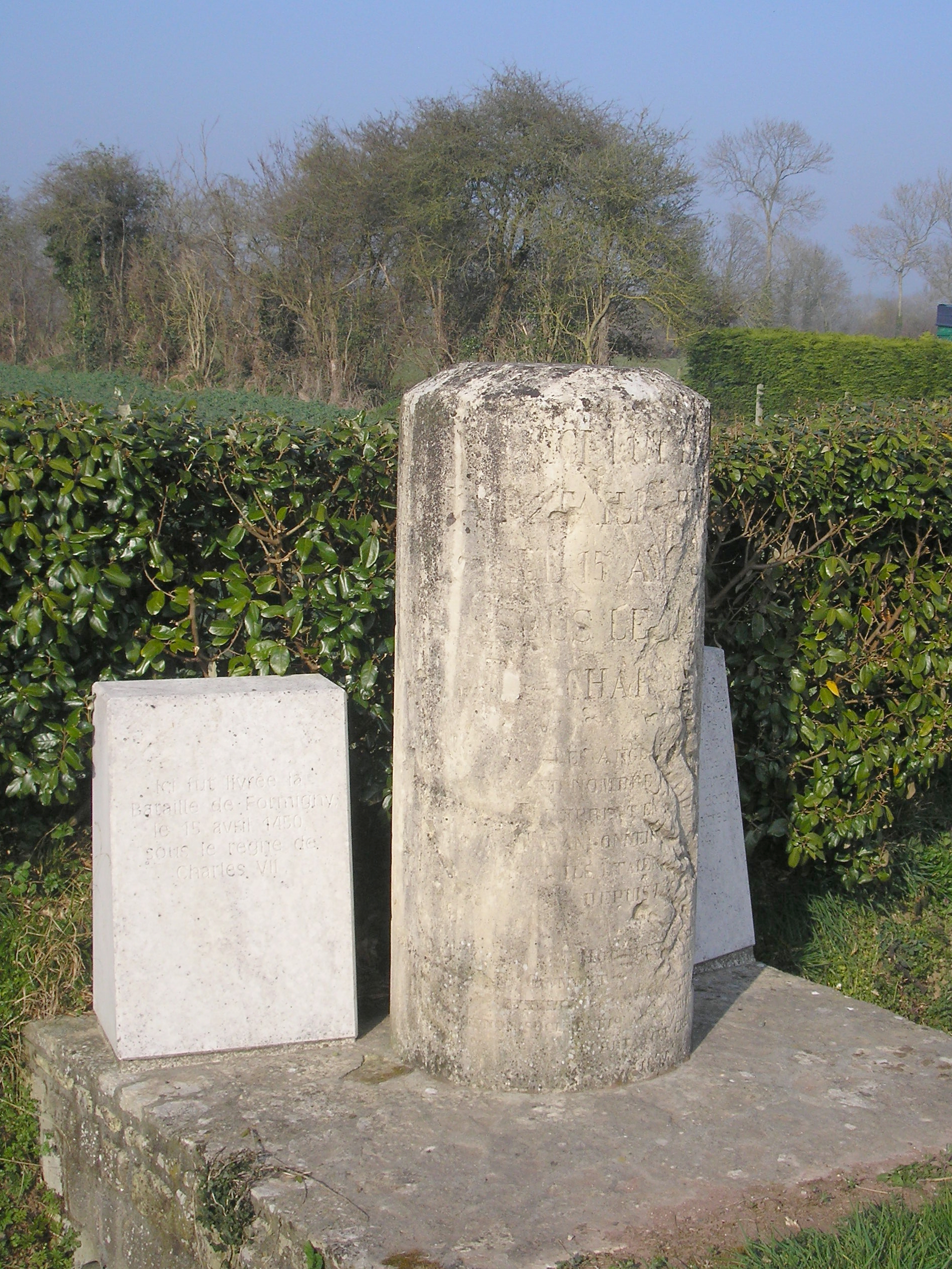
Colonne commémorative de la bataille de Formigny.
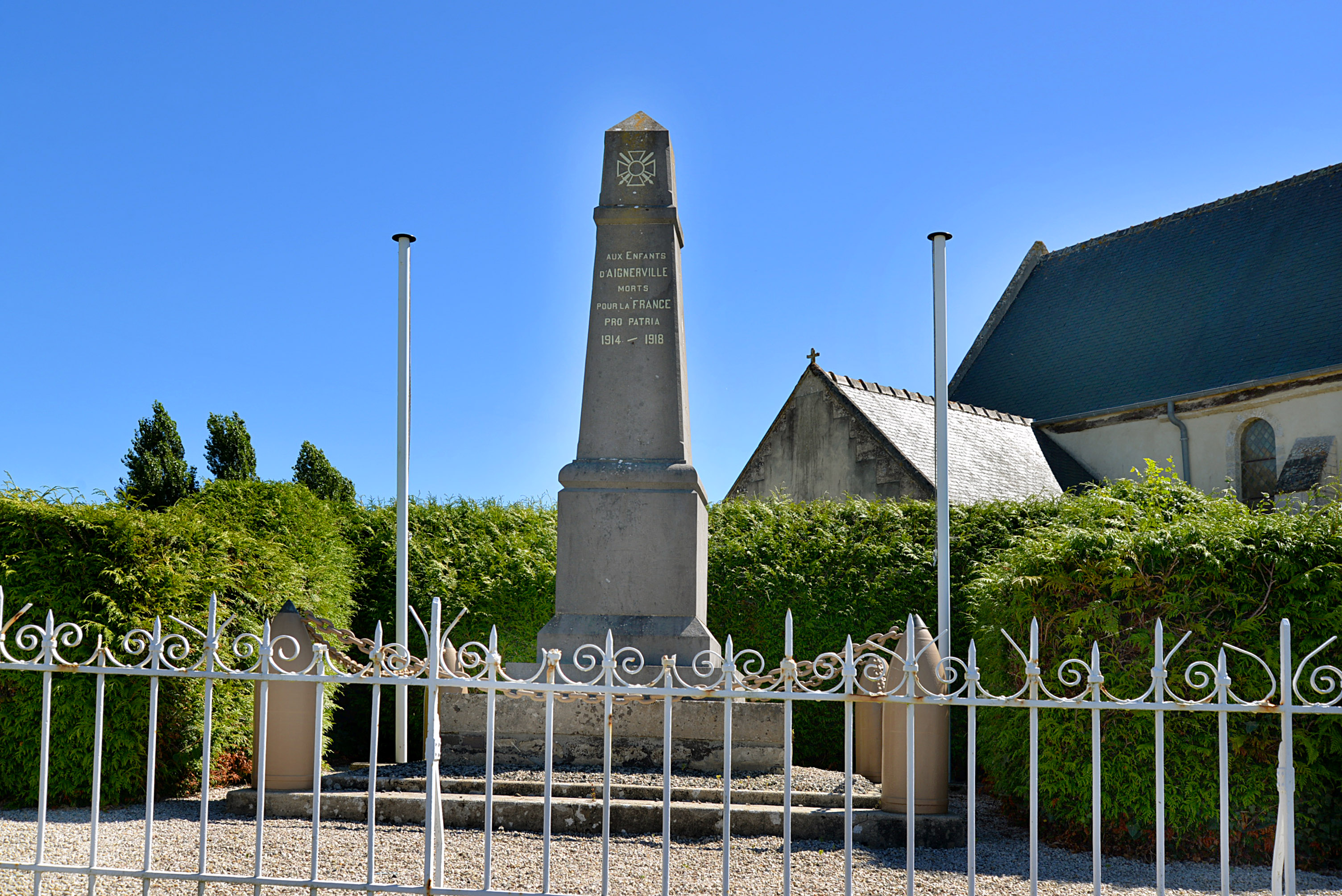
Le monument aux morts.

Cartes postales anciennes
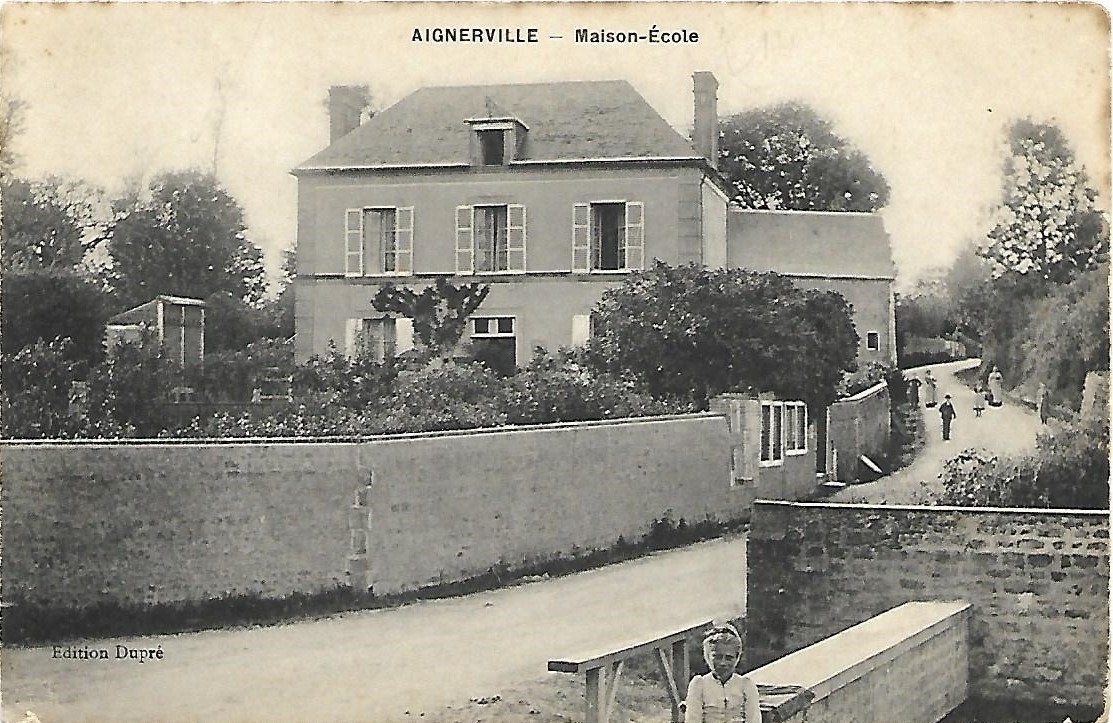
Vue du village vers 1920.
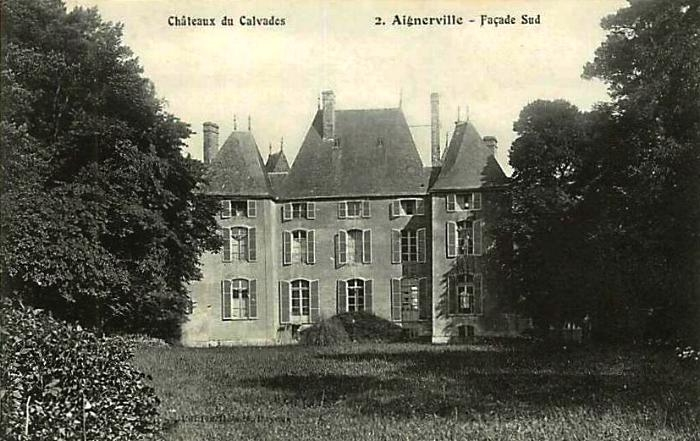
Le château au début du siècle dernier.